# North American Man/Boy Love Association
Die North American Man/Boy Love Association (NAMBLA) ist eine in New York City und San Francisco beheimatete, 1978 gegründete pädophile Organisation, die sich für die Legalisierung von sexuellen Beziehungen zwischen erwachsenen Männern und minderjährigen Jungen einsetzt.
In den frühen 1980ern hatte NAMBLA bereits über 300 Mitglieder, seit 1995 ist die Organisation auf Grund von wachsender Kritik und strengeren Gesetzen kaum noch tätig.

## Plattform und Position
NAMBLA beschreibt sich selbst als „Unterstützungsgruppe für Beziehungen zwischen Generationen“ und benutzt den Slogan „Sexuelle Freiheit für alle“.
Ein Argument der Gruppe ist, dass durch das Schutzalter sexuelle Beziehungen zwischen Erwachsenen und Minderjährigen (speziell Jungen) unnötig kriminalisiert werden.
Nach Roy Radow, einem Vorsitzenden, hat NAMBLA gegen körperliche Bestrafung, Vergewaltigung und Kidnapping Stellung bezogen, ferner wurde erklärt, dass sexuelle Ausbeutung ein Grund für den Ausschluss aus der Gruppe darstellt.

## Vorgeschichte
NAMBLA entstand aus der tumultartigen politischen Atmosphäre, speziell aus der Schwulenbewegung, die den Stonewall-Aufständen 1969 in New York folgte. Obwohl Diskussionen über homosexuelle Erwachsenen-Minderjährigen-Beziehungen stattfanden, waren die Gruppen, die sich mit der Rechtslage Homosexueller unmittelbar nach den Ausschreitungen von New York befassten, eher auf polizeiliche Gewalt gegenüber Homosexuellen, Vermeidung von Diskriminierung am Arbeitsplatz, Gesundheitsfürsorge u. a. fokussiert.

## Die Gründung von NAMBLA
Im Dezember 1977 führte die Polizei eine Razzia in Revere, einem Vorort von Boston, durch. Dabei wurden 24 Männer festgenommen und der Vergewaltigung in über 100 Fällen angeklagt. Es wurde festgestellt, dass die Männer Drogen und Videospiele benutzten, um die Jungen in ein Haus zu locken, wo sie anschließend fotografiert wurden, während sexuelle Handlungen an ihnen vorgenommen wurden. Die Männer waren Mitglieder eines „Sexrings“ und gaben an, die Verhaftung sei nur „die Spitze des Eisbergs“. Die Verhaftungen selbst zogen großes Interesse der lokalen Zeitungen nach sich, welche die Fotografien sowie persönliche Informationen der Männer veröffentlichten.
Leitende Angehörige der schwulen Zeitung Fag Rag glaubten, dass die Razzia politisch motiviert sei. Sowohl in ihren als auch in den Augen der Bostoner Schwulenszene glichen die Angaben des Bezirksanwalts Garrett Byrne einer antischwulen Hexenjagd. Am 9. Dezember organisierten sie das Boston-Boise-Komitee, der Name war eine Anlehnung an eine ähnliche Situation, die sich in den 1950ern in Boise, Idaho abgespielt hatte. Die Gruppe sponserte Veranstaltungen, stellte Geldmittel für die Angeklagten zur Verfügung und versuchte, die Öffentlichkeit durch das Verteilen von Flugblättern zu informieren. Hieraus entstand später NAMBLA.
Der Bezirksanwalt Byrne unterlag bei den Neuwahlen jedoch seinem Kontrahenten, welcher die Meinung vertrat, dass kein Mann eine Gefängnisstrafe für Sex mit einem Teenager fürchten müsse, solange es auf gegenseitigem Einvernehmen basierte. Daraufhin wurden alle Anklagen fallengelassen, diejenigen, die bereits für schuldig befunden wurden, erhielten Bewährungsstrafen.
Am 2. Dezember 1978 berief Tom Reeves vom Boston-Boise-Komitee ein Meeting namens „Man/Boy Love and the Age of Consent“ (Liebe zwischen Männern und Jungen und das Schutzalter) ein, bei dem sich etwa 150 interessierte Personen einfanden. Am Schlusspunkt der Versammlung entschieden sich ca. 30 Männer und Jugendliche, eine Organisation namens North American Man/Boy Love Association, oder kurz NAMBLA, zu gründen.

## Rezeption
Eine Episode der Serie South Park (Staffel 4, Folge 6: Kennys Karma 52) parodiert und kritisiert die Öffentlichkeitsarbeit von NAMBLA. Hierbei erscheint auch eine Organisation North American Marlon Brando Look-Alikes (engl. „Nordamerikanische Marlon-Brando-Doppelgänger“), die die gleiche Abkürzung benutzen und sich mit NAMBLA um einen Domainnamen streiten.
Eine Episode der Serie Die Simpsons (Staffel 23, Folge: Das Ding, das aus Ohio kam) nimmt ebenfalls Bezug auf den Verein, indem sich einige Springfielder in dem (gleichnamigen) Club zusammenschließen, allerdings mit der Bedeutung North American Man Bot Love Association.
Der Song The Midnight NAMBLA der norwegischen Band Turbonegro bezieht sich auf NAMBLA.
Die Band Anal Cunt veröffentlichte den Song I Gave NAMBLA Pictures Of Your Kid auf ihrem 1999 erschienenen Album It Just Gets Worse.